# White Light/White Heat (píseň)
„White Light/White Heat“ je první skladba z alba White Light/White Heat americké skupiny The Velvet Underground.
Skladbu napsal Lou Reed.

## Vydání

### Studiová verze
Poprvé skladba vyšla v listopadu 1967 jako singl se skladbou „Here She Comes Now“ na B-straně. V lednu 1968 pak vyšla na albu White Light/White Heat.
Ve studiových verzích vyšla na kompilacích Andy Warhol's Velvet Underground featuring Nico (1971), The Best of The Velvet Underground: Words and Music of Lou Reed (1989), Chronicles (1991), What Goes On (1993), The Best of Lou Reed & The Velvet Underground (1995), Peel Slowly and See (1995), The Best of The Velvet Underground: The Millennium Collection (2000), Rock and Roll: An Introduction to The Velvet Underground (2001), The Very Best of the Velvet Underground (2003), Gold (2005) a The Velvet Underground Playlist Plus (2008). Rovněž vyšla na několika kompilacích Lou Reeda. Jednalo se o alba Walk on the Wild Side: The Best of Lou Reed (1977), Rock and Roll Diary: 1967–1980 (1980), Walk on the Wild Side & Other Hits (1992), NYC Man (The Ultimate Collection 1967–2003) (2003), NYC Man: Greatest Hits (2004) a The Essential Lou Reed (2011).

### Koncertní verze
Později vyšla v koncertní podobě na albech 1969: The Velvet Underground Live (1974), Live MCMXCIII (1993), Final V.U. 1971–1973 (2001) a Bootleg Series Volume 1: The Quine Tapes (2001). Lou Reed ji vydal na svých koncertních albech Rock 'n' Roll Animal (1974), Live in Italy (1984), A Night with Lou Reed (1991), Coney Island Baby: Live in New Jersey (1992), Live in Concert (1996), Retro (1998), American Poet (2001) a Legendary Lou Reed (2002).

## Cover verze
Skladbu předělal například David Bowie na svém albu Ziggy Stardust: The Motion Picture (1983). Rovněž ji vydal jako singl s vlastní písní „Cracked Actor“ na B-straně. V roce 1990 tato skladba vyšla na tribute albu Heaven & Hell - A Tribute to The Velvet Underground v podání skupiny Revenge. Česká skupina Fiction vedená Milanem Hlavsou skladbu předělala na svém albu Neverending Party.
V roce 2012 vyšla skladba ve dvou verzích na soundtracku k filmu Země bez zákona. První v podání Marka Lanegana a druhou nahrál Ralph Stanley. Roku 2016 vydal vlastní verzi písně zpěvák Julian Casablancas (byla nahrána speciálně pro seriál Vinyl).